# Sembalun Lawang
Sembalun Lawang is een bestuurslaag in het regentschap Oost-Lombok van de provincie West-Nusa Tenggara, Indonesië. Sembalun Lawang telt 7584 inwoners (volkstelling 2010).